# Município de Adams (condado de Seneca, Ohio)
Localização do Ohio nos E.U.A.
O município de Adams (em inglês: Adams Township) é um localização localizado no condado de Seneca no estado estadounidense de Ohio. No ano 2010 tinha uma população de 1320 habitantes e uma densidade populacional de 14,12 pessoas por km².

## Geografia
O município de Adams encontra-se localizado nas coordenadas 41° 12′ 28″ N, 83° 00′ 36″ O. Segundo a Departamento do Censo dos Estados Unidos, o município tem uma superfície total de 93.49 km², da qual 93,03 km² correspondem a terra firme e (0,5 %) 0,47 km² é água.

## Demografia
Segundo o censo de 2010, tinha 1320 pessoas residindo no município de Adams. A densidade de população era de 14,12 hab./km².